# Ражич, Петар
Петар Антун Ражич (англ. Petar Antun Rajič; род. 12 июня 1959, Торонто, Канада) — канадский прелат и ватиканский дипломат. Титулярный архиепископ Сарсентерума со 2 декабря 2009. Апостольский нунций в Бахрейне, в Катаре и в Кувейте и апостольский делегат на Аравийском полуострове со 2 декабря 2009 по 15 июня 2015. Апостольский нунций в Йемене и Объединённых Арабских Эмиратах с 27 марта 2010 по 15 июня 2015. Апостольский нунций в Анголе и Сан-Томе и Принсипи с 15 июня 2015 по 15 июня 2019. Апостольский нунций в Литве с 15 июня 2019 по 11 марта 2024. Апостольский нунций в Латвии и Эстонии с 6 августа 2019 по 11 марта 2024. Апостольский нунций в Италии и Сан-Марино с 11 марта 2024. 